# Mamy Blue
Mamy Blue (з фр. — туга за мамою; англ. blue — смуток, туга) — пісня, написана в 1970 році французьким композитором Юбером Жиро. В англомовних країнах назва пісні зазвичай пишеться як «Mammy Blue».

## Історія
Мелодію і текст пісні «Mamy Blue» Юбер Жиро написав у Парижі в автомобільній пробці. Назву можна перекласти і як «Туга за мамою», і як «Мамо, я сумую». Оригінал написано французькою мовою. У ній герой згадує, як в юності залишив рідну домівку, навіть не попрощавшись з матір'ю. Після довгих поневірянь він повертається і знаходить будинок спорожнілим. Мати, судячи з усього, померла, і нікому навіть сказати «пробач».

## Версії
Вважається, що першою її виконала починаюча італійська співачка Івана Спанья. Ця версія звучить італійською мовою під акомпанемент акустичної гітари.
У травні 1971 французький продюсер Ален Мійо (фр. Alain Milhaud), який проживав в Іспанії, придбав пісню для своїх підопічних — популярної іспанської групи «Pop-Tops». Записувати «Mamy Blue» група і продюсер вирішили в Лондоні. Переклад пісні з італійської мови на англійську зробив фронтмен «Pop-Tops» Філ Трім (англ. Phil Trim), в результаті чого в назві з'явилася друга «m» — «Mammy Blue». Пізніше він написав і іспанський варіант.
У Франції записали відразу дві версії. Англомовну виконав співак Джоел Дейд, а франкомовну — співачка Ніколетта. Версія Дейда з англійським текстом Філа Тріма була записана в «Olympic Sound Studio» в Лондоні і студії «Decca» в Парижі з Воллі Стоттом (англ. Wally Stott) в ролі аранжувальника, а версія Ніколетти була випущена самим Юбером Жиро і стала першим записом цієї пісні французькою мовою, якою вона початково і була написана.
Якщо Дейд і «Pop-Tops» заспівали цю пісню по-блюзовому хрипко, то у Ніколетти голос тремтів. Більший успіх здобули англомовні версії: вони очолили французький хіт-парад, потрапили в Топ-40 Британії, а Pop-Tops навіть потрапили в американські чарти на 57-е місце. Версія ж Ніколетти в рідній Франції дісталася лише 4-го місця. Незважаючи на це, на думку Юбера Жиро, саме Ніколетта виконала пісню так, як він її бачив.
Незабаром «Mammy Blue» виконували вже по всій Європі — в тому числі і в СРСР. Першим виконавцем російськомовної версії (російський текст Полонського) в 1971—1972 роках був Еміль Горовець. У 1973 році пісня вийшла у виконанні Мусліма Магомаєва — іспанською мовою, назву перекладали як «Сумна мама». Другу російськомовну версію — «Где же ты, мама?» — першим виконав ВІА «Весёлые ребята» з солістом Олександром Лерманом.
Український варіант пісні у 2010 році випустила Ліля Ваврін у дуеті з Андрієм Заліско (альбом «Не треба сліз»).

## Виконавці пісні
- Івана Спанья
- Ricky Shayne (1971, німецькою мовою)
- Ian Lloyd & Stories
- Ладо Лесковар[sl][4]
- Ніколетта[en]
- Pop-Tops
- Даліда[5]
- Вікі Леандрос
- Роджер Віттакер
- Хуліо Іглесіас
- Карел Готт (чеська версія «O, Mami, dík»)
- Селін Діон (франкомовний студійний альбом «Les chemins de ma maison» містить 2 кавер-версії: «Ne me plaignez pas» і «Mamy Blue»)
- Черрі Лейн (1979)
- Деміс Русос
- Лара Фабіан
- Golden Gate Quartet
- Martin Lucia
- Еміл Димитров
- Радмила Караклаїч
- Сергій Пєнкін
- Лайма Вайкуле (у фільмі «Старі пісні про головне 3»)
- Еміль Горовець (російськомовну назву «Мама», російський текст Полонського)
- Муслім Магомаєв
- Яак Йоала (естонською мовою)
- ВІА Весёлые ребята (назва російськомовної версії: «Где же ты, мама?»[6], соліст Олександр Лерман)
- Jose Merce
- Хорас Енді
- Slip
- Марі Лафоре
- Kuldne Trio (естонською мовою)
- Ліля Ваврін та Андрієм Заліско (українською мовою)

Крім того, слова і мотив пісні використовуються в угорсько-циганських мелодіях, наприклад у Догоша Робі, Короді Йозсі та інших.

## Інструментальна композиція
- Поль Моріа
- Джеймс Ласт (альбом Voodoo Party, 1971)
- Мігель Рамос — виконання на органі Гаммонда
- Nini Rosso
- The Manzanilla Sound
- Віктор Зінчук